# الکسیس آرائوخو
الکسیس آرائوخو (انگلیسی: Alexis Araujo؛ زادهٔ ۷ دسامبر ۱۹۹۶) بازیکن فوتبال اهل فرانسه است.
از باشگاه‌هایی که در آن بازی کرده‌است می‌توان به باشگاه فوتبال لیل اشاره کرد.
وی همچنین در تیم‌های ملی فوتبال France national under-16 football team و زیر ۱۷ سال پرتغال بازی کرده‌است.